# Calle Worth (línea de la Avenida Lexington)
La Calle Worth era una estación en la línea de la Avenida Lexington del Metro de Nueva York de la A del Interborough Rapid Transit Company. La estación se encuentra localizada en el Centro Cívico de Manhattan entre la Calle Lafayette y la Calle Worth. 

## Historia
La estación estuvo abierta desde 1904 al 1 de septiembre de 1962, cuando tuvo que ser clausurada debido al alargamiento de la plataforma de la Puente de Brooklyn–City Hall. Además de 1962 a 1995 los letreros de la estación decían Puente de Brooklyn–Calle Worth.